# Mikiola
Genre
Mikiola est un genre d'insectes moucherons diptères nématocères communément appelés « cécidomyies ».

## Étymologie
Le genre Mikiola est un hommage donné par Jean-Jacques Kieffer à son confrère morave spécialiste des diptères Josef Mik (1839-1900).

## Synonymes
- Hormomyia
- Oligotrophus

## Liste d'espèces
Selon BioLib (9 novembre 2022) :
- Mikiola bicornis Sato & Yukawa, 2009
- Mikiola cristata Kieffer, 1898
- Mikiola fagi (Hartig, 1839)
- Mikiola glandaria Sato & Yukawa, 2009
- Mikiola orientalis Kieffer, 1908